# II. Giovanni Participazio
II. Giovanni Participazio (Velence, 9. század – ?, 887) volt Velence tizenötödik dózséja. Az ismét hatalomra jutott régi velencei Participazio család ötödik tagja, aki a dózse trónját elfoglalhatta 881-ben.

## Élete
Giovanni I. Orso Participazio elsőszülött gyermeke volt, akivel ismét létrejött a család örökletes hatalma. A velenceiek a dózsei cím öröklését sosem támogatták, ugyanis a történelmi tapasztalok azt tanították, hogy a dinasztikus uralom idővel zsarnokságba torkollik. A lagúnák lakói nem igazán lelkesedtek Giovanni uralmáért, aki hamarosan be is váltotta a hozzá fűzött rossz előérzetet.
Giovanninak két fő célja volt uralma során. Egyrészt fenn akarta tartani családja uralmát a velencei trónon, másrészt hatalmát ki akarta terjeszteni a várost érintő ügyek minden területére, beleértve a vallást is. A nepotizmust, tehát rokonainak egyházi méltósághoz való jutását igen erélyesen használta uralkodása folyamán, és ezzel lassan kiváltotta a pápai állam és II. Márton pápa rosszallását. Giovanni makacssága végül oda vezetett, hogy a pápa a történelem folyamán először kiközösítette az egész várost.
Giovanni másik szívügye is elbukott, hiszen nem sikerült biztosítania a velencei trónt gyermeke számára. A velenceiek szemében más tüske is volt Giovannival kapcsolatban, nevezetesen hogy a dózse igen szívélyes kapcsolatokat tartott fenn a nyugat-európai udvarokkal, és elhanyagolta a kereskedelmi szempontból sokkal fontosabb bizánci kapcsolatokat. Feltehetően a dinasztikus uralom és a frankok iránti túlzott érdeklődés végül 887-ben a halálához vezetett. Giovannit egy titokzatos kór vitte sírba, ami a korabeli Itália méregkeverőinek fellegvárában nem számított különösebben ritka eseménynek.